# Ali Squalli Houssaini
Pour les articles homonymes, voir Skalli.
Ali Squalli Houssaini, né le 15 mai 1932 à Fès (protectorat français du Maroc) et mort le 5 novembre 2018 à Rabat, est un écrivain et professeur (titre) marocain. Il reste surtout connu pour être l'auteur des paroles de l'Hymne chérifien, l'hymne national du royaume du Maroc, Léo Morgan étant le compositeur.

## Biographie
Ali Squalli Houssaini est issu d'une grande famille marocaine. Auteur de nombreux ouvrages, il reçut, en 1992, le prix international du roi Fayçal d'Arabie saoudite en littérature enfantine. 